# Alessandro Zanelli
Alessandro Zanelli (Motta di Livenza, 7 maggio 1992) è un cestista italiano.
Alto 188 cm per 78 kg di peso, in campo viene impiegato come playmaker.

## Carriera

### Club
Inizia a giocare a basket nel settore giovanile della Benetton Treviso con la quale vince lo scudetto under-19 nel 2011.
Nella stagione 2010-11 viene aggregato alla prima squadra in Serie A assieme ai compagni di giovanili Alessandro Gentile e Andrea De Nicolao.
Per la stagione successiva viene ceduto al Basket Anagni in Divisione Nazionale A.
Viene acquistato dall'US Sangiorgese, alla quale resta legato per due stagioni per disputare il campionato di Divisione Nazionale B.
Nella stagione 2014-15 i suoi diritti vengono acquistati dall'US Basket Recanati in Serie A2 Silver. La stagione 2015-16 resta in Serie A2, questa volta con la Fulgor Omegna.
Dopo 4 stagioni di ottimo livello in Serie A a Brindisi, a giugno 2022 con un post su Instagram annuncia la separazione con il club pugliese.

### Nazionale
Nel febbraio del 2010 viene convocato nell'Italia under 18 per una sessione di allenamenti di preparazione al Torneo Albert Schweitzer.
Nel 2011 viene convocato nell'Italia under 20 per un raduno dal 12 al 13 dicembre.

## Palmarès

### Competizioni giovanili
- Scudetto Under-19: 1

Treviso: 2011